# Fairlight CMI
De Fairlight CMI I (Computer Musical Instrument) werd uitgebracht in 1979 en was de eerste 8 bits digitale sampler. Hij is ontwikkeld door de elektrotechnicus Peter Vogel en de synthesizerkenner Kim Ryrie. De naam 'Fairlight' werd ontleend aan de draagvleugelboot die langs de kantoren van Peter Vogel en Kim Ryrie voer.

## Kenmerken
De Fairlight is afkomstig uit Australië en kostte destijds $ 50.000. In Nederland kostte een CMI IIx in 1985 200.000 gulden. Ter vergelijking: een middenklassewoning kostte indertijd 150.000 gulden. De hoge prijs zorgde er mede voor dat de Fairlight een cultstatus heeft gekregen. De klankkwaliteit is mede verantwoordelijk voor de cultstatus. 
De karakteristieke klank wordt veroorzaakt door de manier van DA-conversie (digitaal-analoog), die afwijkt van andere samplers, en door de manier van transponeren. De Fairlight verandert de playbackfrequentie, andere samplers houden de playbackfrequentie statisch. Ook het feit dat elke stem zijn eigen DA-converter heeft, draagt bij aan het kenmerkende karakter. Deze constructie zorgt er ook voor dat de basweergave van de CMI krachtiger is dan die van andere samplers. In 1999 schreef Norm Leete hierover in het blad Sound on Sound: "De bas die de CMI kan genereren is overweldigend en heeft het vermogen om meubels te verplaatsen". Opvallend is ook de mogelijkheid om realtime de loopstart en looplengte te beïnvloeden. Een voorbeeld hiervan is te horen op de hit Paranoimia met Max Headroom (The Art of Noise).
Bij Series I t/m IIx gebruikte men een lichtpen. Met deze bewoog men over het scherm en men kon een object selecteren door het voorste gedeelte van de pen aan te raken; dit werkte met het principe van "tiptoetsen". Bij de Series III werd de lichtpen vervangen door een grafisch tablet in het alfanumerieke toetsenbord, dat bediend werd met een stift.
Tot en met Series IIx is de Fairlight een synthesizer die ook kan samplen. De Series III is meer een sampler.
De CMI was de tweede poging van zijn makers om een verkoopbare synthesizer te produceren. Na enige jaren van alleenheerschappij verloren de machines snel hun waarde, omdat ze ingehaald werden door veel goedkopere samplers, zoals de Ensoniq Mirage, de Akai S612, Akai S900 en Akai S1000-samplerserie en -emulator.
In de Benelux werd Fairlight ingevoerd door het bedrijf "Synton" van Felix Visser.
In 2006 werd, mede dankzij de robuuste bouw en de nog steeds ongeëvenaarde klank, voor een tweedehands exemplaar nog meerdere duizenden euro’s betaald. Verschillende werkende exemplaren werden in 2012 in diverse studio's wereldwijd nog steeds gebruikt. Zo staan er twee exemplaren op de uitrustingslijst van de Belgische SynSound Studio. Sinds 2014 is er een upgrade verkrijgbaar die opslag op een SD-kaart mogelijk maakt.
Sinds 18 maart 2011 is voor de iPhone en iPad een app te koop die de Serie IIx  nabootst. Er zijn twee versies, waarvan de pro-versie meer mogelijkheden heeft (onder andere de klankenbibliotheek van Series III en core midi).

## Bekende gebruikers
In Nederland zijn voor zover bekend vier exemplaren verkocht. Eén werd door diverse conservatoria gedeeld; een ander exemplaar was in het bezit van Rick van der Linden, de ex-toetsenist van Ekseption. Ook het NOB en de Wisseloord-studio hadden in 1988 een Fairlight.
Bekende gebruikers waren onder meer Kate Bush, Herbie Hancock, Peter Gabriel, Jan Hammer, Nick Rhodes (Duran Duran), Anne Dudley, Trevor Horn, J.J. Jeczalik (drie leden van The Art of Noise), Claude Larson, Hubert Bognermayr & Harald Zuschrader, Stewart Copeland, Dan Lacksman, Mike Oldfield, Vince Clarke, Daniel Balavoine, Rick Wright, Keith Emerson, Alan Parsons, Fleetwood Mac, The B-52's, Pet Shop Boys, Quincy Jones, Jean-Michel Jarre, Klaus Schulze, Ryuichi Sakamoto, Tears for Fears en Thomas Dolby.